# 闪电

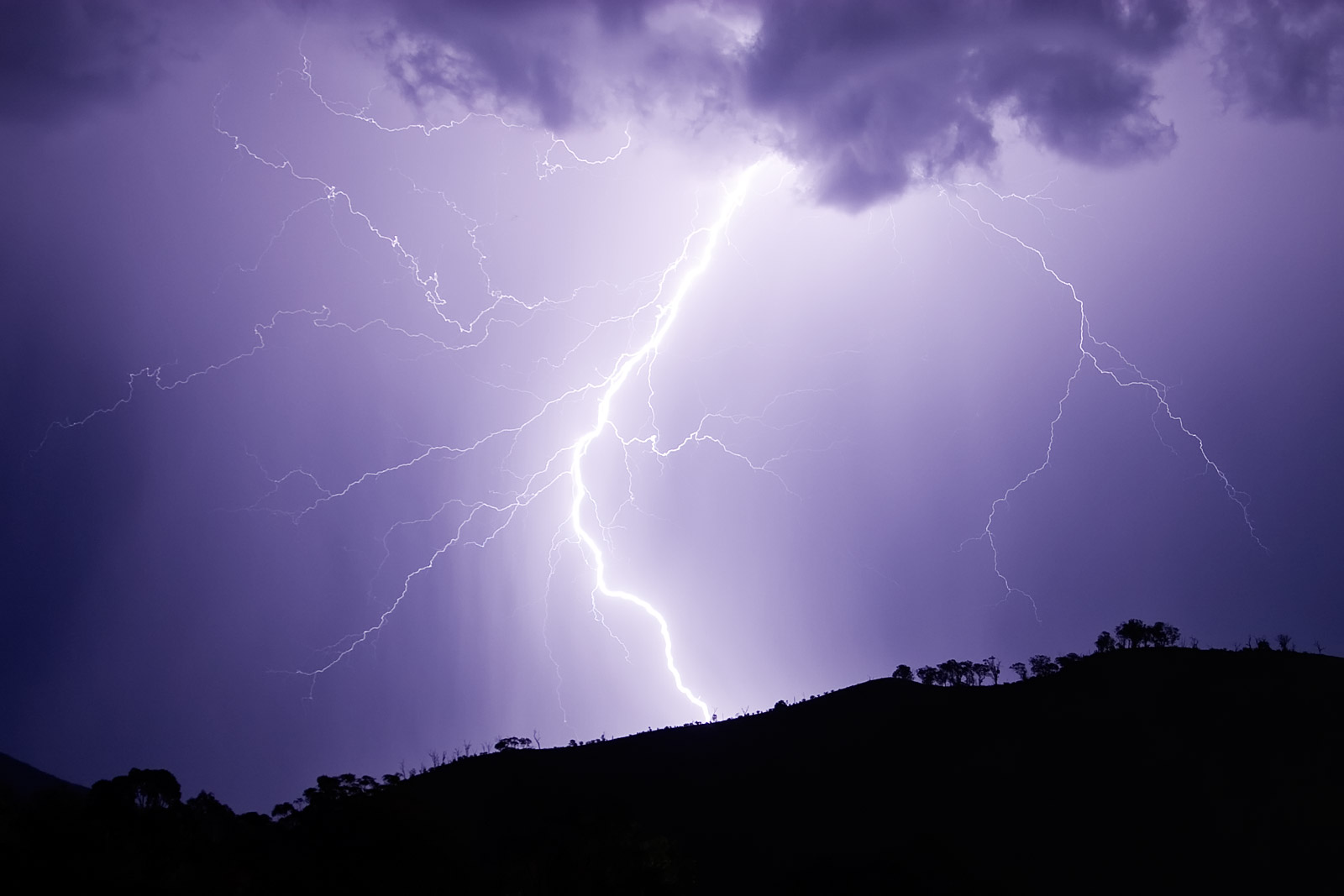
閃電

闪电（lightning）俗稱雷電、霍閃，是對流層大氣放電的一種自然現象。當空氣作為一種介質時，空气中的各种微粒互相碰撞和摩擦便會使該空气介質兩面的正負电荷的量持續积累，這時加於該空气介質的电压也會同時增加，當局部电压达到当时条件下空气的擊穿電壓時，該空气介質的局部便會發生电击穿而持續成為等離子體，使電流能夠通過原本絕緣的空气。這時通過空气的電流也會將空氣急劇加熱，使空气膨脹而產生雷聲。
闪电的电流很大，其峰值一般能达到几万安培，但是其持续的时间很短，一般只有几十微秒。由於持续时间短，闪电輸送的能量相對不大，不过闪电的功率卻可以很大。在夏季的潮湿的天气下，豐富的水份子會令該空气介質所要求的擊穿電壓降低，因此较易發生闪电，而冬季下雪时也是同一情況。概括而言，當某介质的擊穿電壓因該介质的性質改变而下降，便有較大機會发生放電現象。

## 發生因素
上升氣流會把小水滴抬升，使它們產生過冷至攝氏-10度到-20度。這些過冷的小水珠會和冰晶相碰撞產生柔軟的冰水混合物—軟雹，這些碰撞會使冰晶帶有正電、軟雹帶有負電。此時上升氣流會繼續將較輕的冰晶（帶正電）抬升，軟雹則因較重而落至雲的中下層，進而造成雲層上半部帶正電，下半部帶負電的電荷分離現象。此電荷分離過程使雲間的電位差不斷增加，直到足以釋放而形成閃電。掉落中的冰晶和小水珠通過地球的自然電場會產生電極化的現象。碰撞中的冰粒會因靜電感應而帶電。

## 类型

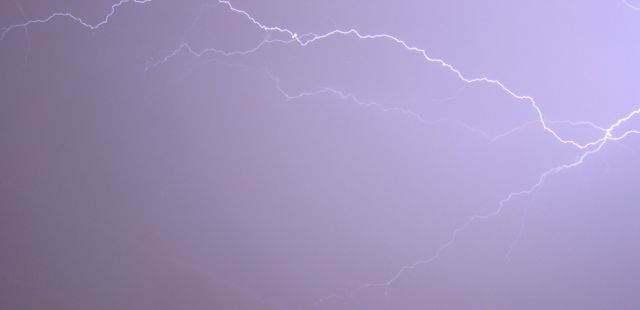
云间闪电

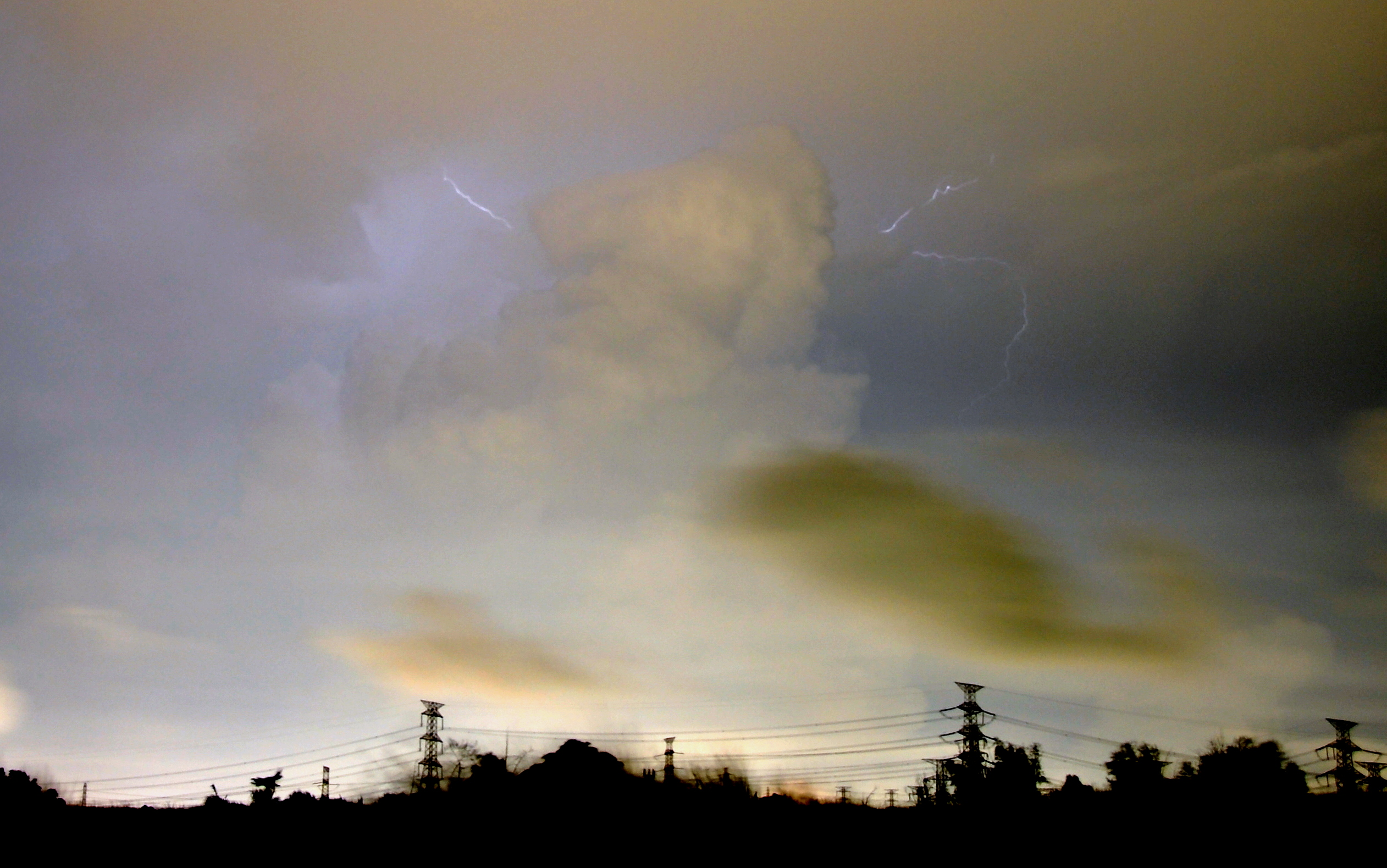
雲中放電下的閃電

按其在空气中发生的部位，大概可分为云中、云间或云地之间三大种类放电。云中放电佔闪电的绝大多数，云地之间放电者也叫地闪，是对人类的生产和生活产生影响的主要形式。
雲中放電，在0℃層以上，即空氣溫度下降到冰點的高度以上，雲內的液態水變成冰晶和過冷卻水滴（達冰点卻來不及凝結就落下的水滴）。由於空氣的密度不同，造成空氣對流，在這些水滴或冰晶摩擦碰撞的過程中產生電荷。如雲內出現兩個足夠強的相反電位，帶正電的區域就會向帶負電的區域放電，結果就產生了雲內閃電或雲間閃電。風暴內八成的放電過程屬於這種類型。
云地之间放电是最廣為研究的類型，主要是因為它們對人們的生命財產有極大的威脅性。在一次正常的閃電前，雲裡的電荷分布是這樣的：在底部是較少的正電荷，在中下是較多的負電荷，在上部是較多的正電荷。閃電由底部和中下部的放電開始。電子從上往下移動，這一放電由上向下呈階梯狀進行，每級階梯的長度約為50米。兩級階梯間約有50微秒的時間間隔。每下一級，就把雲裡的負電荷往下移動一級，這稱為階梯先導，平均速率為1.5×105公尺/秒，約為光速的兩千分之一，半徑約在1到10公尺，將傳遞約五庫侖的電量至地面。當階梯先導很接近地面時，就像接通了一根導線，強大的電流以極快的速度由地面沿著階梯先導流至雲層，這一個過程稱為回擊，約需70微秒的時間，約為光速的三分之一至十分之一。典型的回擊電流強度約為一至兩萬安培。如果雲層帶有足夠的電量，又會開始第二次的階梯先導。
雷電擊又分為負雷電擊及正雷電擊，也就是由雲層往地面傳下來的是正電荷。正雷電擊的發生機率比負雷電擊小，但攜帶的電量會比負雷電擊大，曾測量到的最大值為300庫侖。正雷電擊通常只有一擊，有第二擊的正雷電擊相當少見（因為雲層內靠近地面的正電荷較少）。
云间放电是一种更常发生的闪电，它在二个或更多完全分离的积雨云中放电。
球狀閃電通常被形容做一个在空中漂浮的发光球体。它们移动速度不定，甚至可能出现静止的状态。有时候会发出咝咝的爆裂声，甚至有些球状闪电在穿过窗户后爆裂开来消失了。有很多目击者都描述球状闪电，但是奇怪的是，气象学家很少记录到它們。研究显示出多宗球状闪电多会发生在无暴风雨及闪电的情况之下。球状闪电是很难被人看见的。事实上，只有数次成功拍摄为照片的记录。圣艾尔摩之火是被富兰克林正式评定為自然界中的电力。这是与球状闪电完全不同的。
珠状闪电又称“链状闪电”，一种长时间的闪电的形式，表现为一串发光段而不是连续的闪电。它很少发生，但被多次观测到。其原因还不清楚，但提出的解释有：部分闪电朝目击者或离目击者倾斜，因而显得更加光亮；雨或云使部分闪电变暗；截面半径大的闪电比半径小的冷却要慢。
枝状闪电，常见的闪电多是分岔的枝条状而非平直的线条状，其中的奥妙人们却不甚了解。荷兰科学家最近解释说，大气放电过程中存在两种气体，因而放电时如同两种不同黏度的液体混合，最终会产生分岔的枝条形状。
来自荷兰阿姆斯特丹CWI研究所的科学家曼努埃尔·艾里亚斯与同事介绍说，闪电中有两种不同的媒介，即中性气体和一个充斥着电离气体的“通道”。在放电过程中，通道会在“最佳时间”形成一个理想导体，也就是说电流可以在其中无阻力的流动。在同一时刻，电离气体和中性气体原本存在的界限不稳定，两种气体“交融”，因而出现了分岔的枝条状现象。科学家解释说，这一现象类似两种不同黏度的液体互相渗透出现的结果。
科学家还解释说，大气中的放电过程是否会出现分枝现象取决于电场的强度。如果电场强度大，即使阴极和阳极气体之间只是相隔数毫米，也可能迅速形成“枝繁叶茂”的闪电现象。
閃電还會把范艾倫輻射帶清出安全狹槽，所以一般衛星都飛在此區，比較不受放射線破壞。而有科學家認為閃電一般只有百萬伏特，是不能穿過大氣（絕緣體），但科學家發現宇宙射線會破壞大氣分子產生X射線外，還會讓大氣變得較易導電，所以閃電發生和宇宙射線也有關。

## 过程
此处以地闪过程举例，简要介绍一次闪电的完整过程。

### 先导
闪电发生前，在地面和云中会出现尖端放电，促进闪电通路的形成，这样的电荷流动称为“先导”。初步形成的“先导”会有很多级，也叫“梯级先导”。

### 回击
当闪电通路形成时，就会有强大的电流自地面向上穿过天空，发出耀眼的辉光，这一过程就是“回击”。梯级先导+回击构成闪电的第一次脉冲放电。

### 多次闪击
回击发生后闪电通路仍然存在，因此如存在未被完全释放的电荷，云层中和地面上将再次产生“先导”，并且不再“逐级”发展，而是直接沿此前的通路发展，称为“直窜先导”，两侧接通后即发生后续的闪击。一次负地闪可以有多次闪击。一次正地闪则往往只有一次闪击。

## 纪录
在地球上闪电频率的一个比较古老估计是每秒钟100次。现今人类可以用人造卫星查出闪电的频率，包括观察在没有人烟居住的地方，可知的发生闪电纪录是平均一秒钟44 ± 5次，全年几乎总共发生闪电次数为10.4亿次的闪电。这些闪电中有百分之七十五是云间放电（云对云闪电），百分之二十五为云地放电（云对地闪电）。
因为闪电需要介質，所以闪电不可能在真空内出现。但在其他行星的大气层内有侦测到过闪电，如金星及木星。人们估计木星上的闪电比地球上的闪电强100倍左右，但是发生频率只有地球上闪电的十五分之一。至于金星闪电的具体情况现在还在争论中。在70年代到80年代中前苏联的金星号和美国的先驱者计划中，资料显示在金星的上层大气中发现了闪电，但是卡西尼—惠更斯号经过金星的时候却没有发现任何闪电的发生。

## 影響
一般農夫隻身在空曠地下田，就具有尖端放電的效果（避雷針就是運用此一的原理，並且做到接地的功能），很容易成為雷电击中的目標。闪电破坏力很大，若擊中人體，身上的水分會瞬間蒸發，並可擾亂人的心跳而致人於死地，也會使人燒焦，称为雷殛。就算因為身上金屬飾品的誘導而沒有被正面擊中，也可以把電力透過地面傳送到人體，死亡率為10%~30%。若在森林發生，有可能造成森林大火，而若在沒有保護措施的情況下，電器用品被擊中時可能會發生爆炸或是跳電等情形。飛機雖然因為金屬外皮的導電性，可免於電流流入內部，但若過於強大會有可能影響儀器的使用而導致問題發生。
而閃電擦過絕緣體或高電阻物品時，會產生熱效應，形成大量熱，燃燒該物品。

### 附注
1. ↑  .   [2019-10-26]. （原始内容存档于2019-10-26）.
2. ↑  Oliver, John E. . Springer Science & Business Media. 2008-04-23: 452  [2021-05-02]. ISBN 978-1-4020-3264-6. （原始内容存档于2021-05-20） （英语）.
3. ↑  . National Oceanic and Atmospheric Administration.   [February 8, 2009]. （原始内容存档于2008-03-30）.
4. ↑  . NASA Science. Science News. December 5, 2001  [July 5, 2010]. （原始内容存档于2011-08-23）.

## 延伸阅读
[在维基数据编辑]
 《欽定古今圖書集成·曆象彙編·乾象典·雷電部》，出自陈梦雷《古今圖書集成》